# Miroslav Dittrich
Miroslav Dittrich (* 4. června 1955 Praha) je český šéfredaktor a moderátor, v letech 2017 až 2023 člen Rady Českého rozhlasu, které v letech 2020 až 2023 též předsedal.

## Život
V letech 1970 až 1974 absolvoval Gymnázium Přípotoční na Praze 10. Následně vystudoval v letech 1977 až 1981 obor ekonomika zemědělství na Vysoké škole ekonomické v Praze (získal titul Ing.). Později navštěvoval každoroční manažerské kurzy zaměřené na systémy řízení a vedení lidí.
Pracovní kariéru začínal v letech 1982 až 1992 v Československém rozhlase, kde působil jako ekonomický redaktor, moderátor a zvukový technik. Po odchodu z rozhlasu byl ředitelem programu, šéfredaktorem a moderátorem soukromého Rádia Alfa (1993–1995), krátce reportérem a moderátorem TV Nova (1995) a vedoucím ekonomické redakce Lidových novin (1996).
V letech 1996 až 1999 pracoval v České televizi. Byl vedoucím ekonomické redakce zpravodajství, autorem a moderátorem diskuzních pořadů Debata a V pravé poledne a autorem a moderátorem ekonomických pořadů Ekonomický týdeník a Trh, obchod, finance. V roce 1999 se vrátil do Českého rozhlasu na místo šéfredaktora a později ředitele stanice Český rozhlas 2 - Praha. Na této funkci působil do roku 2004.
Mezi roky 2004 a 2012 zastával pozici v Producentském centru Českého rozhlasu. Byl šéfproducentem uměleckých pořadů a soutěží, ředitelem Mezinárodního festivalu rozhlasové tvorby Prix Bohemia Radio, organizátorem mezinárodní soutěže mladých hudebníků Concertino Praga a národní soutěže Concerto Bohemia, organizačním vedoucím Big Bandu Českého rozhlasu. Následně krátce pracoval jako ředitel centra výroby (2012–2013). V letech 2013 až 2016 byl šéfredaktorem stanice Český rozhlas Dvojka, moderoval také pořad Jak to vidí.
V lednu 2017 byl zvolen Poslaneckou sněmovnou PČR členem Rady Českého rozhlasu, získal 80 hlasů ze 133 možných. V dubnu 2018 se pak stal místopředsedou rady, v květnu 2020 post obhájil. Dne 30. září 2020 byl zvolen novým předsedou Rady Českého rozhlasu. Byl jediným kandidátem a hlasovalo pro něj všech osm přítomných radních. Ve funkci tak nahradil Hanu Dohnálkovou, které v březnu 2020 vypršel mandát. Ve funkci člena a předsedy Rady ČRo působil až do ledna 2023, v pozici předsedy rady jej pak vystřídal Ondřej Matouš.